# Down on the Upside
Down on the Upside är grungegruppen Soundgardens femte studioalbum, utgivet den 21 maj 1996. Albumet gick rakt in på andra plats på Billboard 200.

## Låtlista
Alla låtar är skrivna och komponerade av Chris Cornell, om intet annat anges. 
| Nr           | Titel                     | Kompositör   | Längd |
| ------------ | ------------------------- | ------------ | ----- |
| 1.           | Pretty Noose              |              | 4:12  |
| 2.           | Rhinosaur                 | Matt Cameron | 3:14  |
| 3.           | Zero Chance               | Ben Shepherd | 4:18  |
| 4.           | Dusty                     | Shepherd     | 4:34  |
| 5.           | Ty Cobb                   | Shepherd     | 3:05  |
| 6.           | Blow Up the Outside World |              | 5:46  |
| 7.           | Burden in My Hand         |              | 4:50  |
| 8.           | Never Named               | Shepherd     | 2:28  |
| 9.           | Applebite                 | Cameron      | 5:10  |
| 10.          | Never the Machine Forever | Kim Thayil   | 3:36  |
| 11.          | Tighter & Tighter         |              | 6:06  |
| 12.          | No Attention              |              | 4:27  |
| 13.          | Switch Opens              | Shepherd     | 3:53  |
| 14.          | Overfloater               |              | 5:09  |
| 15.          | An Unkind                 | Shepherd     | 2:08  |
| 16.          | Boot Camp                 |              | 2:59  |
| Total längd: | Total längd:              | Total längd: | 65:56 |

## Musiker
- Chris Cornell – sång, gitarr, mandolin och mandola, piano
- Kim Thayil – gitarr
- Ben Shepherd – elbas, mandolin and mandola
- Matt Cameron – trummor, percussion, moog synthesizer